# Darracq
La Darracq è stata una casa automobilistica francese fondata nel 1896 ed attiva autonomamente fino al 1920.

## Storia

### Le origini

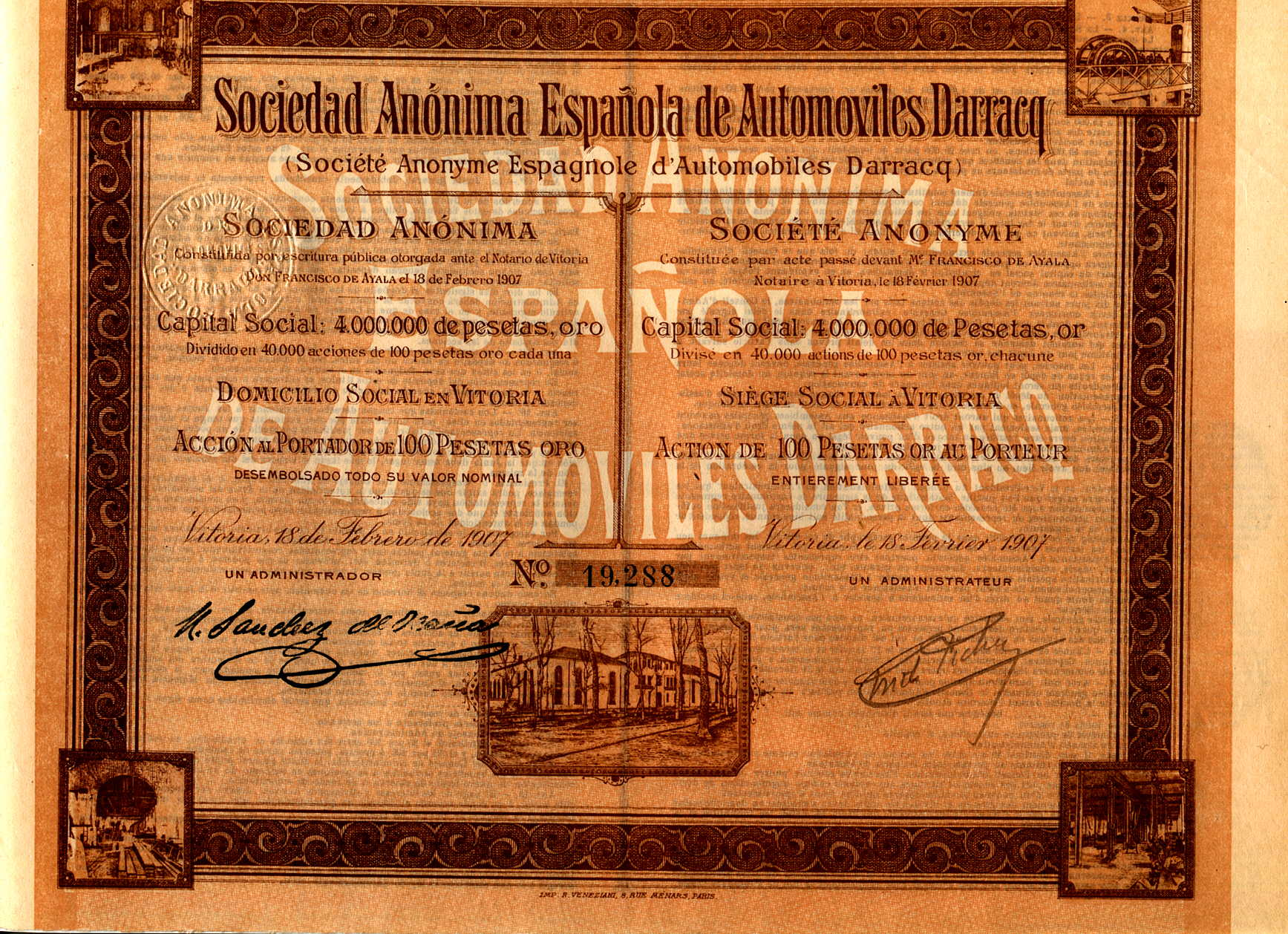
Azione della Darracq spagnola

La Darracq nacque nel 1896, quando il giovane industriale francese Alexandre Darracq, già titolare di una ben avviata fabbrica di biciclette denominata Gladiator, decise di lanciarsi nell'industria automobilistica. Perciò vendette la Gladiator e con gli introiti ricavati aprì un nuovo e più grande stabilimento a Suresnes, un sobborgo di Parigi, e fondò quindi la Automobiles Darracq S.A.
L'opificio era di concezione assai moderna e portava l'azienda tra i maggiori produttori mondiali di automobili. Un gruppo elettrogeno a vapore da 700 HP forniva l'energia elettrica a tutto lo stabilimento e, particolarmente, agli 850 torni di alta precisione, importati dagli Stati Uniti, che costituivano il fiore all'occhiello del reparto meccanico. Nel 1902 la Darracq era in grado di sfornare dalle 15 alla 20 automobili al giorno, secondo le condizioni climatiche esterne. Per questo complesso di elevata tecnologia industriale, in quello stesso anno il presidente della Repubblica Francese Émile Loubet insignì Alexandre Darracq della Legion d'onore.
Gli inizi non furono incoraggianti: il primo modello costruito era una vetturetta elettrica che non incontrò successo. Allora la neonata azienda si dedicò alle vetture con motore a combustione interna. Furono realizzati tre modelli, di cui uno a tre ruote, che però non diedero risultati commerciali degni di nota.

### Dal 1900 al 1910

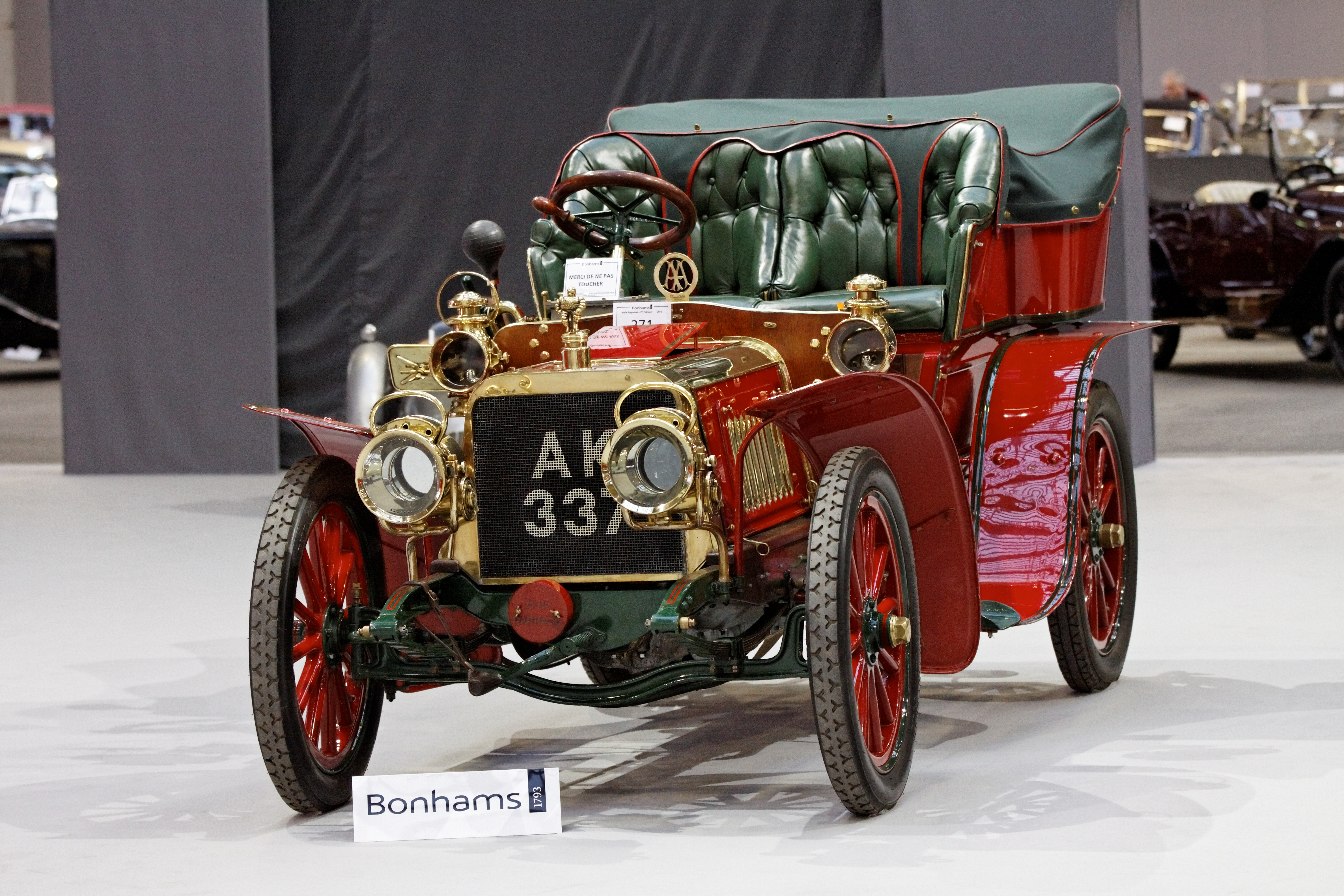
La Darracq Flying Fifteen Rear Entrance Tonneau del 1905

Nel 1901 nacque la Type C, una piccola vettura che riscosse invece un gran successo, grazie a strategie commerciali e propagandistiche indovinate. La vettura fu venduta in 1200 esemplari.
L'anno seguente la Darracq stipulò un contratto con la Opel per permettere a quest'ultima la produzione su licenza di alcuni modelli Darracq, sotto il marchio di Opel Darracq.
Per consolidare ulteriormente il proprio nome, la Darracq si dedicò anche all'attività sportiva, ottenendo numerose affermazioni e battendo numerosi record, grazie alle imprese di modelli da corsa molto competitivi, il più noto dei quali fu senza dubbio la V8. Inoltre, sempre dal punto di vista sportivo, la Darracq istituì la prima scuola di pilotaggio della storia.

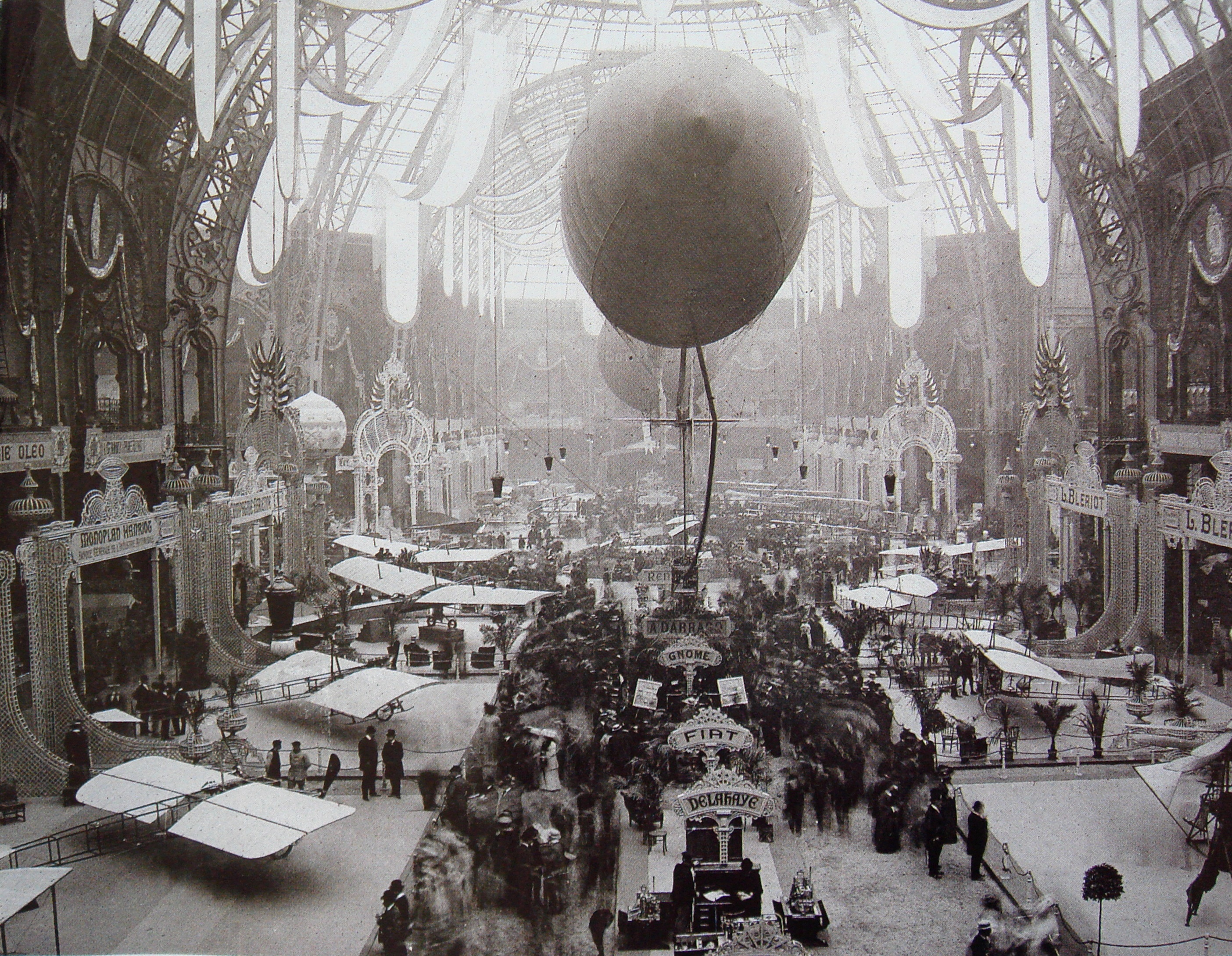
Lo stand Darracq è al centro del Salon de Locomotion Aerienne 1909 al Grand Palais di Parigi

#### Le filiali nel Regno Unito, Italia, Spagna
Dopo l'Opel, si avviò un processo di grande espansione della Darracq, che tra il 1905 ed il 1907 aprì stabilimenti per la produzione su licenza anche nel Regno Unito, in Italia e in Spagna.
In particolare, la Darracq fu tra le primissime fabbriche automobilistiche in Italia, aprendo la sua filiale nella penisola, prima a Napoli, e poi a Milano, nella zona del Portello, per la vicinanza alla Francia. Dopo aver constatato che le vetture Darracq non riscuotevano successo perché inadatte alle strade italiane, nel 1909 vendette lo stabilimento ad un gruppo di finanzieri lombardi e napoletani che decisero di continuare la costruzione di automobili, sotto la nuova ragione sociale A.L.F.A. (Anonima Lombarda Fabbrica Automobili). Qualche anno dopo proprio un napoletano, l'amministratore Nicola Romeo, diede il suo nome all'Alfa facendola diventare l'attuale Alfa Romeo.

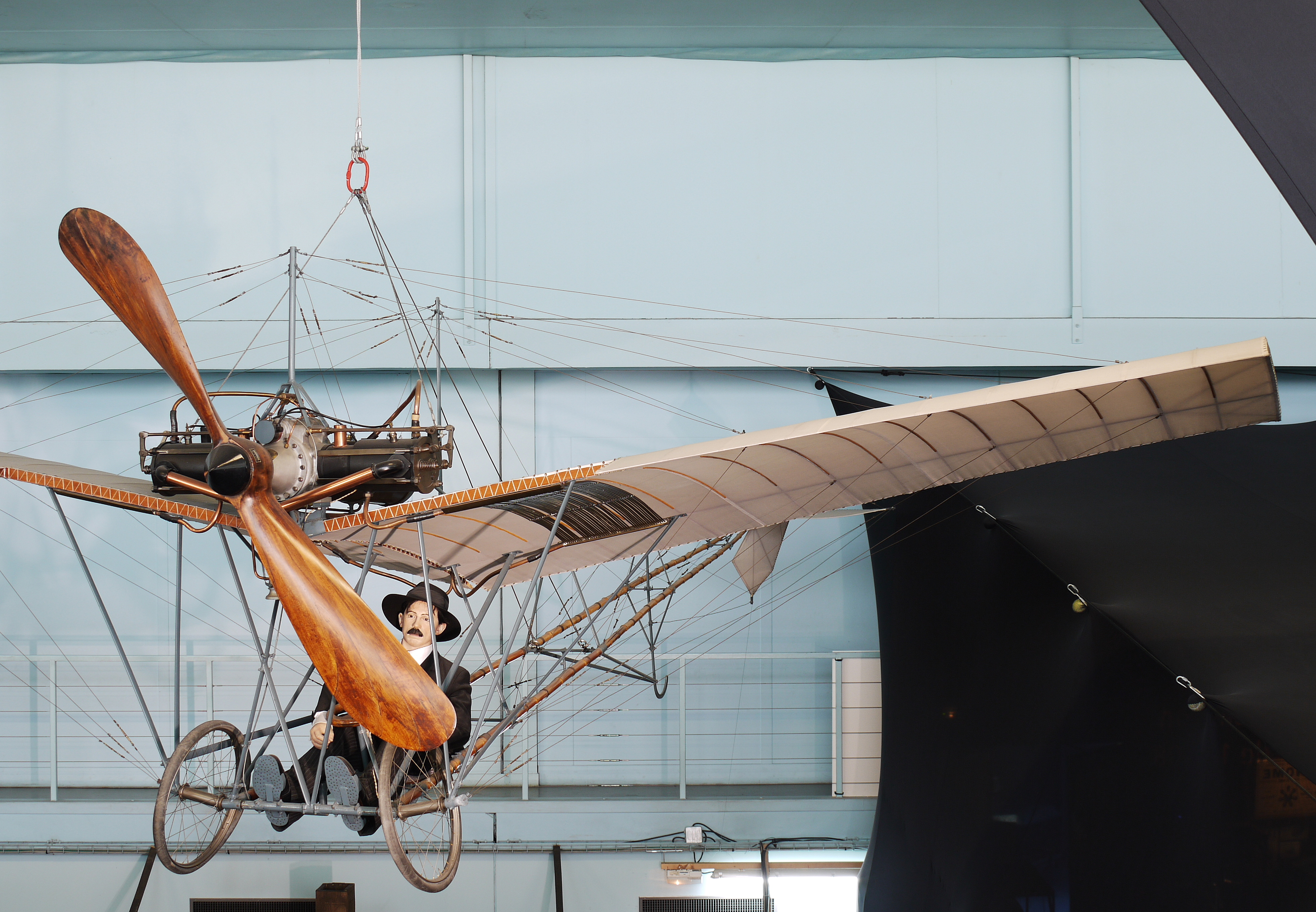
L'aereo Demoiselle con motore Darracq di Alberto Santos-Dumont

### Il 1910 e la chiusura
La sfortunata avventura italiana coincise con l'inizio del declino per la Darracq: il 1909 fu un anno difficile per via di una crisi economica generale in tutta Europa. Inoltre, all'inizio degli anni dieci, i modelli prodotti riscossero poco successo commerciale, anche a causa della meccanica inaffidabile. Nel 1912 Alexandre Darracq si ritirò e lasciò la Casa nelle mani di Owen Clegg, un inglese già esperto nel settore automobilistico, il quale riuscì a risollevare per un po' le sorti dell'azienda. La prima guerra mondiale creò però enormi difficoltà per la Casa francese, la quale dovette acquisire la Talbot e la Sunbeam, due Case automobilistiche inglesi. Inizialmente, il marchio sopravvisse nei modelli prodotti in Francia e in Gran Bretagna, ma poco tempo dopo dovette fondersi in un unico gruppo denominato S.T.D. (Sunbeam-Talbot-Darracq) che nel 1920 fu assorbito dall'inglese Rootes, facendo sparire definitivamente il marchio Darracq.

## Galleria d'immagini

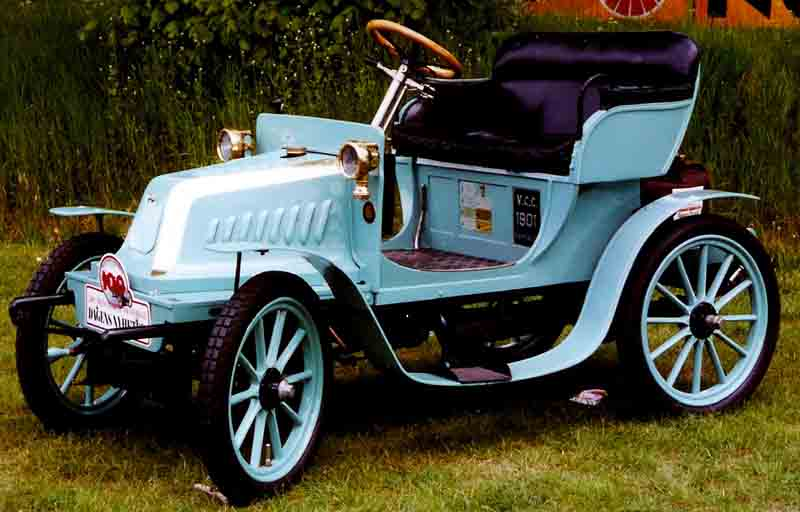
Una Darracq 6,5 HP del 1901
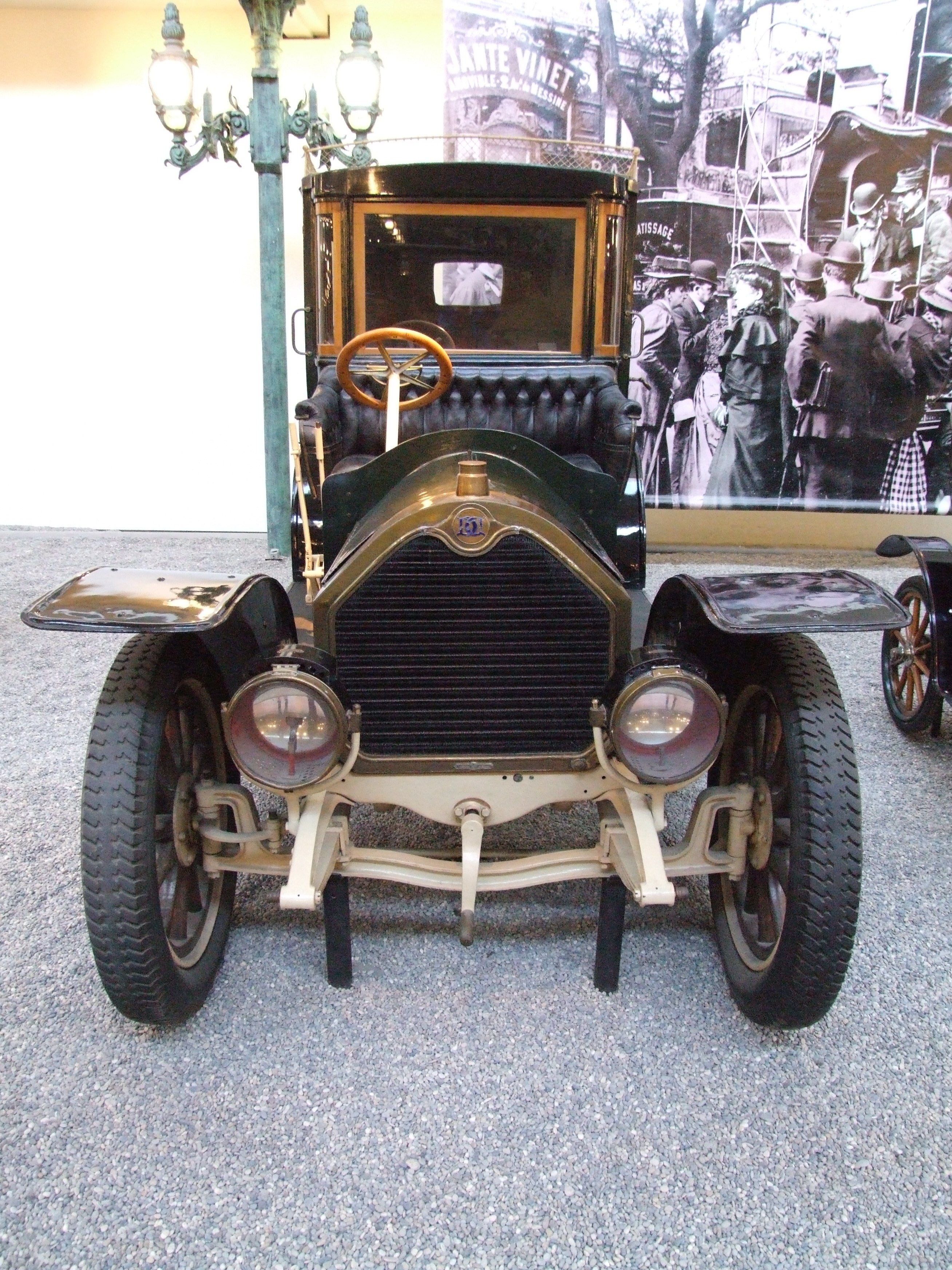
Una Darracq Coupé Chaffeur SS 20/28 del 1907
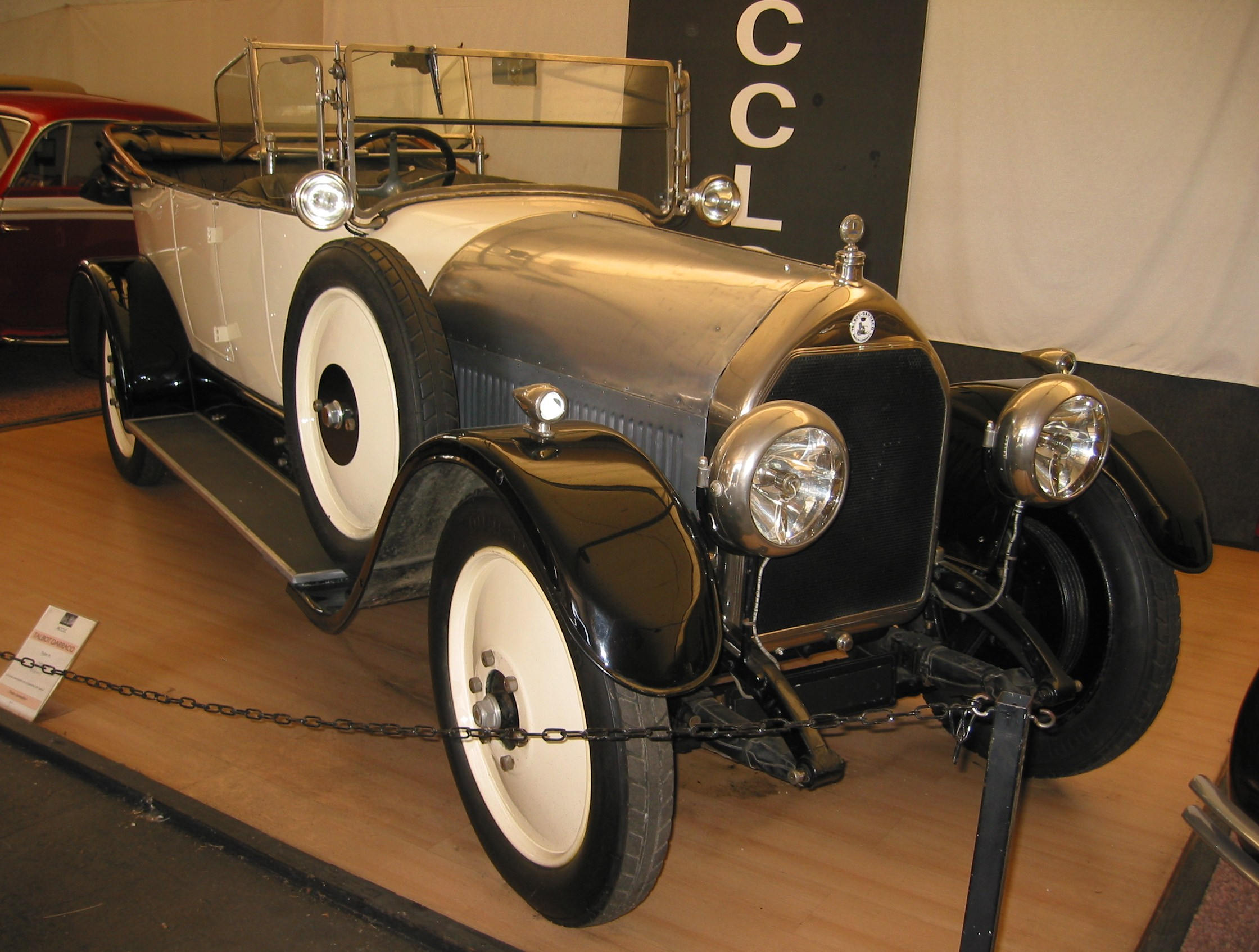
Una Talbot-Darraq del 1920
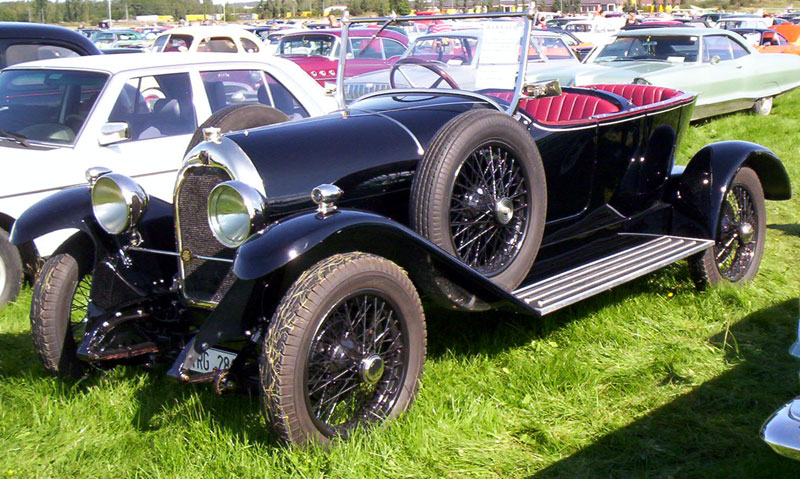
Una Darracq del 1924
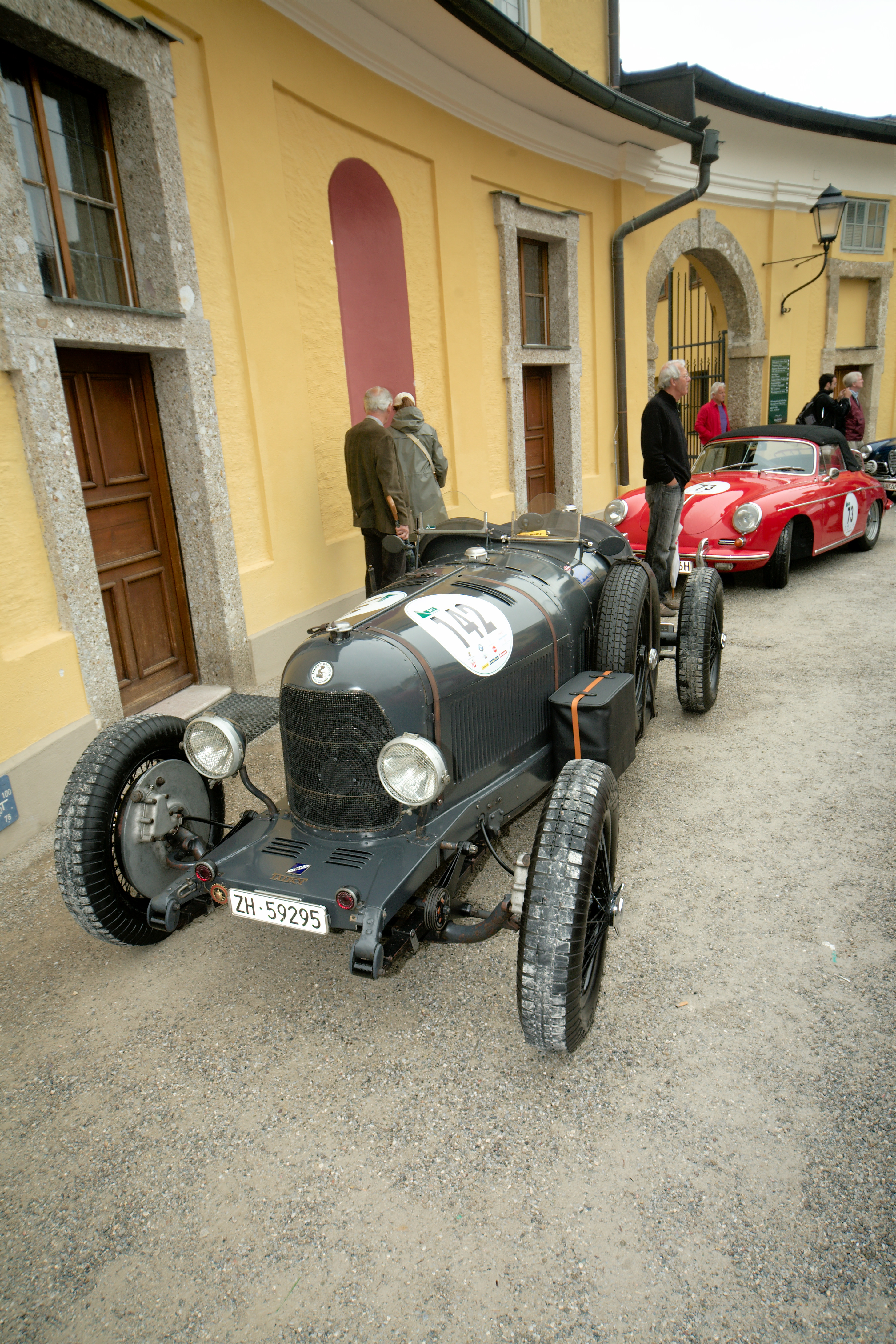
Una Talbot-Darracq del 1932 alla Gaisbergrennen 2011